# Agobardus blandus
Agobardus blandus là một loài nhện trong họ Salticidae.
Loài này thuộc chi Agobardus. Agobardus blandus được Elizabeth Bangs Bryant miêu tả năm 1947.